# JetTrain

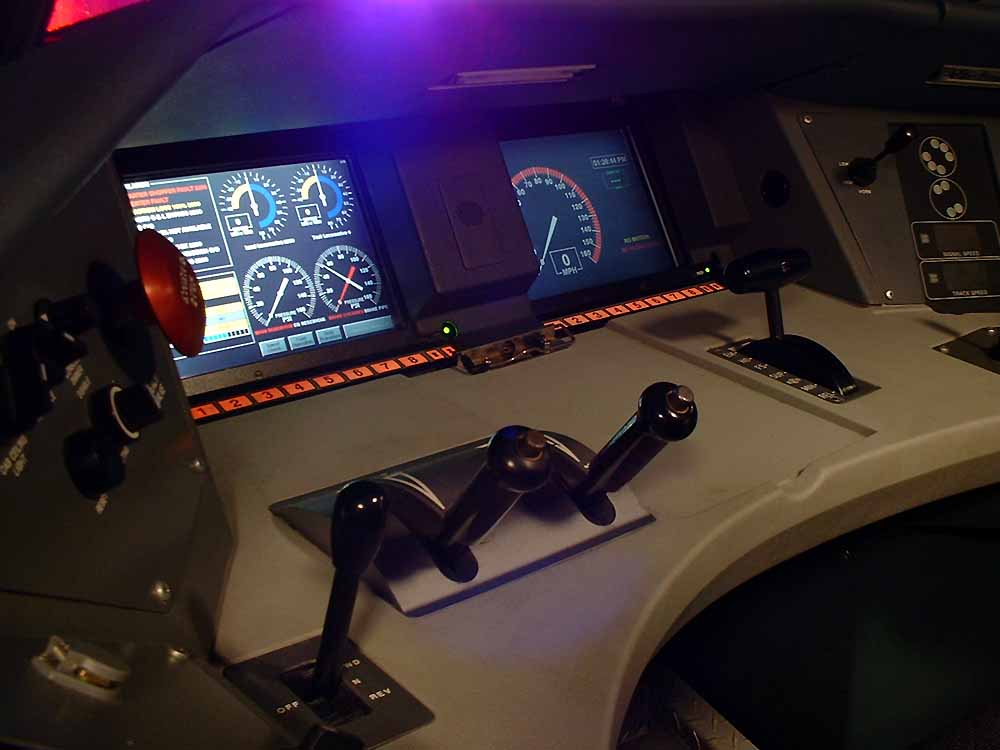
A JetTrain vezetőállása

A Bombardier JetTrain egy kísérleti gázturbinás nagysebességű személyszállító motorvonat. A kanadai Bombardier Transportation gyártotta a tervezett Észak-Amerikai nagysebességű vasúti közlekedéséhez, európai minta alapján. A vonat ugyanazokat a dönthető kocsikat használja, mint az Acela Express. Mivel az USA-ban kevés a villamosított vasútvonal, a kísérleti motorvonat gázturbinás lett, az alacsonyabb sebességhez pedig beépített dízelmotort használ. A koncepció nem vált be, helyette villamos meghajtású Acela Express motorvonatok álltak forgalomba a Northeast Corridoron.

## Lásd még
- gázturbinás mozdony
- Turboliner
- UAC TurboTrain